# 富阿盖阿
8°35′S 179°05′E / 8.583°S 179.083°E

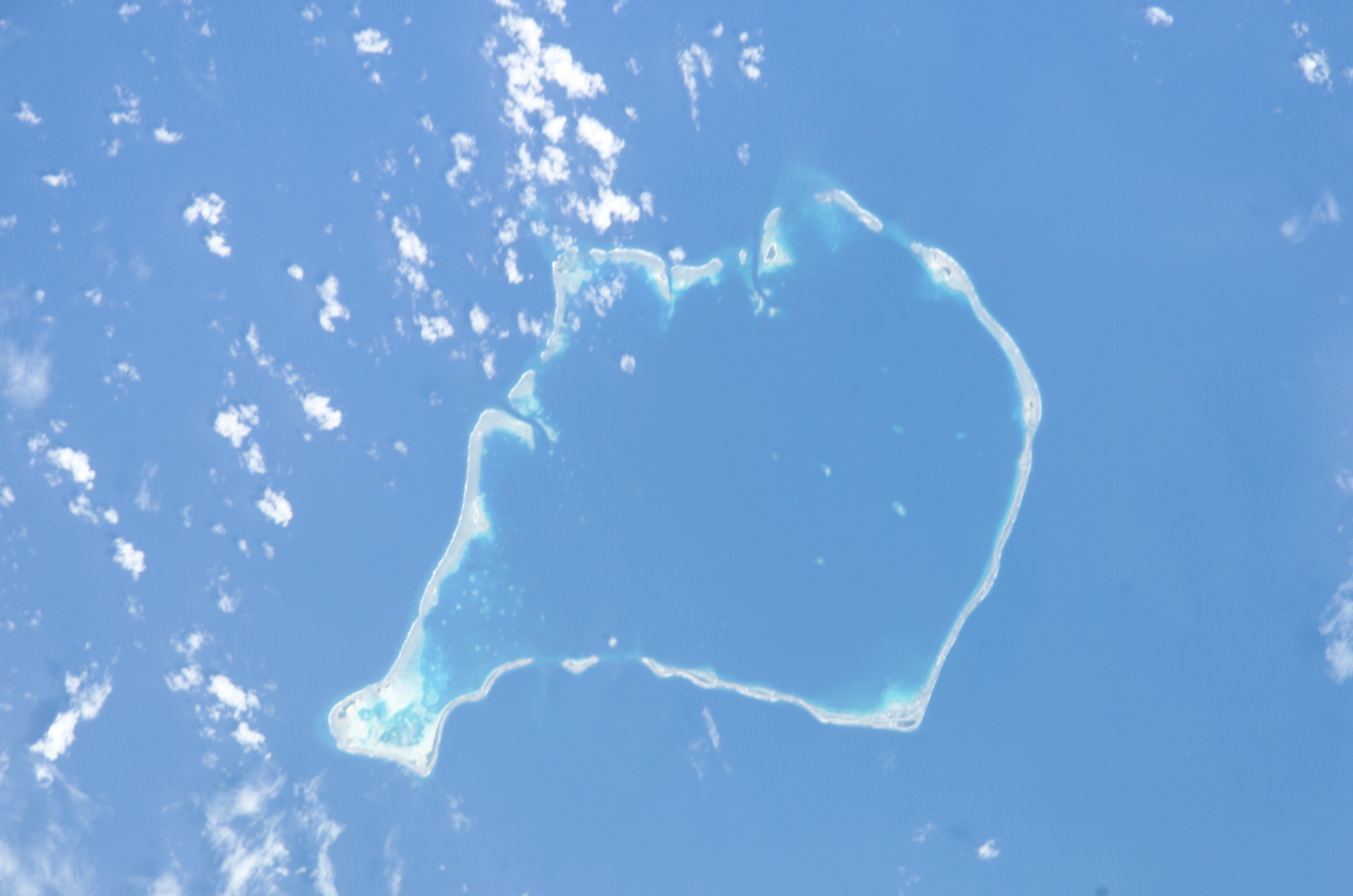
富納富提全圖

富阿盖阿（英語：Fuagea Isle）是一個位於吐瓦魯首都富納富提的一座珊瑚礁島嶼。富阿盖阿在1996年成為自然保護區，目的是保護該地區的動物及植物生態。